# بازگشت به زندگی
«بازگشت به زندگی» (به انگلیسی: Coming Back to Life) آهنگی از آلبوم ناقوس جدایی گروه موسیقی پراگرسیو راک پینک فلوید است که در سال ۱۹۹۴ منتشر شد.

## دربارهٔ آهنگ
دیوید گیلمور در فیلم گیلمور در کنسرت گفته‌است که این آهنگ را برای همسرش پالی سمسون نوشته‌است. آهنگ در دو ماژور اجرا می‌شود. همراه با تک‌نوازی گیتار به صورت آهسته صدای خواننده نیز با آن ترکیب می‌شود.

## اجراهای زنده
این آهنگ به صورت زنده در تور ناقوس جدایی پینک فلوید اجرا شد و در آلبوم زندهٔ تکانه نیز قرار گرفت. دیوید گیلمور در کنسرت‌های تکی‌اش هم این ترانه را اجرا کرده که در آلبوم‌های ویدئویی آن شب را به یاد داشته باش و گیلمور در کنسرت در دسترس است.

## نوازندگان و سازندگان
- دیوید گیلمور - خواننده، گیتار
- ریچارد رایت - ارگ هموند، سینث‌سایزر
- نیک میسن - درام و سازهای کوبه‌ای
- گای پرت - گیتار بیس
- جان کرین - کیبورد